# Derek Ryan (squash)
Pour les articles homonymes, voir Derek Ryan et Ryan.
Derek Ryan, né le 10 décembre 1969 à Dublin, est un joueur de squash représentant l'Irlande. Il atteint en juillet 1999 la 7e place mondiale sur le circuit international, son meilleur classement. Il est pendant de nombreuses années le no 1 irlandais et champion d'Irlande à 6 reprises entre 1995 et 2012.

## Biographie
Derek Ryan est né à Dublin. Il commence à jouer au squash avec son frère Noel, ses parents jouant tous les deux. Vivant à Killiney, il a joué dans divers clubs locaux. Il est classé no 1 en Irlande à l'âge de 19 ans.
Il obtient son certificat de fin d'études secondaires (en) et décide d'étudier la comptabilité qu'il cesse après un an. À 19 ans, il décide de jouer professionnellement et en 1991 il s'installe à Manchester.
Après une carrière internationale couronnée de succès en tant que joueur professionnel, avec notamment un record de 188 participations pour l'équipe nationale irlandaise, il se retire du circuit professionnel en 2002. Il continue à jouer au squash au niveau national avec le club Fitzwilliam, champion d'Irlande et étudie la physiothérapie à l'université de Salford. Il pratique désormais comme kinésithérapeute à Dublin.
Derek Ryan joue ensuite comme numéro 2 irlandais et a atteint 200 sélections pour son pays. Il entraîne Arthur Gaskin, le 80e mondial et est considéré comme l'un des plus grands entraîneurs de Grande-Bretagne.

## Palmarès

### Titres
- Open de Hongrie : 1993
- Championnats d'Irlande : 6 titres (1995, 1998-2000, 2003, 2012)[3]